# Romy Reincke
Romy Reincke (geboren am 28. Dezember 1972) ist eine deutsche Handballspielerin.

## Vereinskarriere
Die auf der Position Rückraum (links, Mitte) eingesetzte Spielerin spielte für den SV Berliner VG, mit dem sie im Jahr 2001 in die Bundesliga aufstieg, und von 2006 bis 2007 beim VfL Wolfsburg.

## Nationalmannschaft
Sie bestritt einige Länderspiele für die deutsche Nationalmannschaft.
Mit dem Team stand sie im Aufgebot bei der Europameisterschaft 1998.